# Carea suffusa
Carea suffusa är en fjärilsart som beskrevs av Embrik Strand 1917. Carea suffusa ingår i släktet Carea och familjen trågspinnare. Inga underarter finns listade i Catalogue of Life.